# Rami Flaviano Al-Kabalan
Rami Flaviano Al-Kabalan (ur. 17 lipca 1979 w Zajdal) – syryjski duchowny katolicki obrządku syryjskiego, syryjskokatolicki wizytator apostolski dla Europy zachodniej od 2017.

## Życiorys
16 lipca 2005 otrzymał święcenia kapłańskie i został inkardynowany do archidiecezji Hims. Po święceniach i studiach w Rzymie pracował jako proboszcz, a w 2013 został asystentem prokuratora patriarchatu antiocheńskiego przy Stolicy Apostolskiej.
21 czerwca 2017 papież Franciszek zatwierdził jego wybór na wizytatora apostolskiego dla Europy zachodniej, a 28 marca 2020 ustanowił go biskupem tytularnym Arethusa dei Siri. Sakry biskupiej udzielił mu 13 września 2020 patriarcha Ignacy Józef III Younan.